# Vall de Cardós
Vall de Cardós község Spanyolországban, Lleida tartományban. Vall de Cardós Lladorre, Alins, Esterri de Cardós, Tírvia, Llavorsí és La Guingueta d’Àneu községekkel határos. Lakosainak száma 375 fő (2024).

## Népesség
A település népessége az utóbbi években az alábbiak szerint változott:
| Lakosok száma | 633  | 758  | 780  | 723  | 324  | 354  | 420  | 384  | 364  | 375  |
|               | 1717 | 1887 | 1936 | 1960 | 1986 | 2004 | 2009 | 2014 | 2019 | 2024 |